# Murcia striata
Murcia striata är en kvalsterart som först beskrevs av Hammer 1952.  Murcia striata ingår i släktet Murcia och familjen Ceratozetidae. Inga underarter finns listade i Catalogue of Life.